# Wydawnictwo WAM
Wydawnictwo Apostolstwa Modlitwy (1872–1918, 1935–1993), Wydawnictwo Księży Jezuitów (1918–1935), Wydawnictwo WAM (od 1993) – najstarsze polskie wydawnictwo katolickie, założone w 1872 przez ks. Stanisława Stojałowskiego SJ w Krakowie. Od 1 stycznia 2021 dyrektorem naczelnym Wydawnictwa jest Jakub Kołacz SJ.

## Historia
Stanisław Stojałowski wydawał początkowo Intencje Apostolstwa Serca Jezusowego (od 1911 Posłaniec Serca Jezusowego). W latach 1873–1895, do czego głównie przyczynił się redaktor Michał Mycielski, Wydawnictwo rozwinęło literaturę religijną. Od roku 1880 wydawano serię Pobożne Książki dla Wiernych Każdego Stanu; seria ta uległa przekształceniu w miesięcznik Głosy Katolickie (1900). W 1922 Józef Andrasz zapoczątkował serię Biblioteka Życia Wewnętrznego. W latach 1907–1940, 1946–1949, 1984–1991 Wydawnictwo wydawało Kalendarz Serca Jezusowego.
Od 1882 misjolodzy (Józef Wiktor Hołubowicz, Marcin Czermiński, Józef Krzyszkowski) wydawali Misje Katolickie. W latach 1883–1921 ukazywały się też Roczniki Rozkrzewiania Wiary. Pismom tym towarzyszyły monografie i inne materiały dotyczące misji; niektóre weszły do serii Sprawy Misyjne, która była kontynuowana w latach 1925–1935.
Od 1884 ukazywał się Przegląd Powszechny – popularno-naukowy miesięcznik. Jego redaktorami byli: Marian Morawski, Jan Pawelski, Jan Urban, Jan Rostworowski. Przegląd miał odrębną wersję przeznaczoną dla Królestwa Polskiego: Przegląd Uniwersalny, wychodzący w latach 1904–1905. W Przeglądzie publikowało wielu publicystów i uczonych tak jezuickich, jak i świeckich. Można w nim znaleźć obszerne prace filozoficzne, teologiczne i historyczne. Ważniejsze z nich wydawano osobno w latach 1905–1918 w serii Broszury o Chwili Obecnej. Bardziej specjalistycznym pismem było Oriens, wychodzące od 1933 pod red. Jana Urbana.
Inne pisma Wydawnictwa:
- Sodalis Marianus (od 1902)
- Wiara i Życie (od 1921)
- Moderator (od 1929)
- Hostia (przejęty w 1927 od USJK)
- Młody Las (od 1938)
- serie wyd.: W Obronie Prawdy, Sprawy Sodalicyjne, Biblioteczka Eucharystyczna, Biblioteka Młodego Lasu, Młodzi Ulubieńcy Jezusa, Zbiór Utworów Dramatycznych dla Młodzieży[2].

W 1935 przeniesiono większość czasopism do stworzonego w Warszawie Wydawnictwa Księży Jezuitów, pozostawiając w Krakowie pisma związane z Apostolstwem Modlitwy i Krucjatą Eucharystyczną.
Działalność wydawnictwa po II wojnie światowej była ograniczona przez cenzurę.

## W XXI wieku
Wydawnictwo WAM wydaje ponad sto nowych tytułów rocznie, wznawiając kilkadziesiąt. Należą do nich:
- katechizmy
- modlitewniki
- książki nt. wiary i duchowości
- rozprawy naukowe (m.in. Teologia, Filozofia).
- literatura piękna
- biografie
- książki dla dzieci i młodzieży.

Wśród autorów Wydawnictwa można wymienić następujące osoby: abp Grzegorz Ryś, ks. Jan Adam Kaczkowski, s. Małgorzata Chmielewska, ks. Wacław Hryniewicz, ks. Adam Boniecki, ks. Tomáš Halík, Dariusz Piórkowski SJ, John Main OSB.
WAM jest także wydawcą portalu społecznościowo-informacyjnego Deon.pl oraz stron:
- jakprzebaczyc.pl
- jaksiespowiadac.pl
- jaksiemodlic.pl
- swiecinapomoc.pl
- dacierade.pl

W ramach struktury WAM działa również Studio INIGO, które oferuje dwa równolegle funkcjonujące kompleksy studyjne, dostosowane do realizacji filmowo-telewizyjnej i nagrań audio.
Nakładem wydawnictwa ukazują się dwa czasopisma: Posłaniec Serca Jezusowego i kwartalnik Życie Duchowe.

## Serie wydawnicze
- Biblioteka Życia Duchowego
- Mała Biblioteka Religii
- Przewodniki po...
- Odpowiedzi na 101 pytań o...
- Myśl Teologiczna
- Źródła Myśli Teologicznej
- Wokół Współczesności
- Wielcy Ludzie Kościoła

Wydawnictwo WAM dysponuje własnymi środkami dystrybucji:
- Księgarnia Wydawnictwa WAM w Krakowie
- Księgarnia Wysyłkowa
- Dział Handlowy.